# (280642) Doubs
(280642) Doubs est un astéroïde de la ceinture principale.

## Description
(280642) Doubs est un astéroïde de la ceinture principale. Il fut découvert le 13 janvier 2005 à Vicques par Michel Ory. Il présente une orbite caractérisée par un demi-grand axe de 3,02 UA, une excentricité de 0,27 et une inclinaison de 10,4° par rapport à l'écliptique.

## Compléments